# Trubská
Trubská település Csehországban, a Berouni járásban. Trubská Svatá, Nižbor, Králův Dvůr, Trubín és Hudlice településekkel határos. Lakosainak száma 194 fő (2024. január 1.).

## Népesség
A település lakosságának változását az alábbi diagram mutatja:
| Lakosok száma | 183  | 205  | 250  | 199  | 142  | 121  | 183  | 186  | 200  | 194  |
|               | 1869 | 1890 | 1921 | 1950 | 1980 | 2001 | 2017 | 2019 | 2022 | 2024 |